# Villa Ilgen

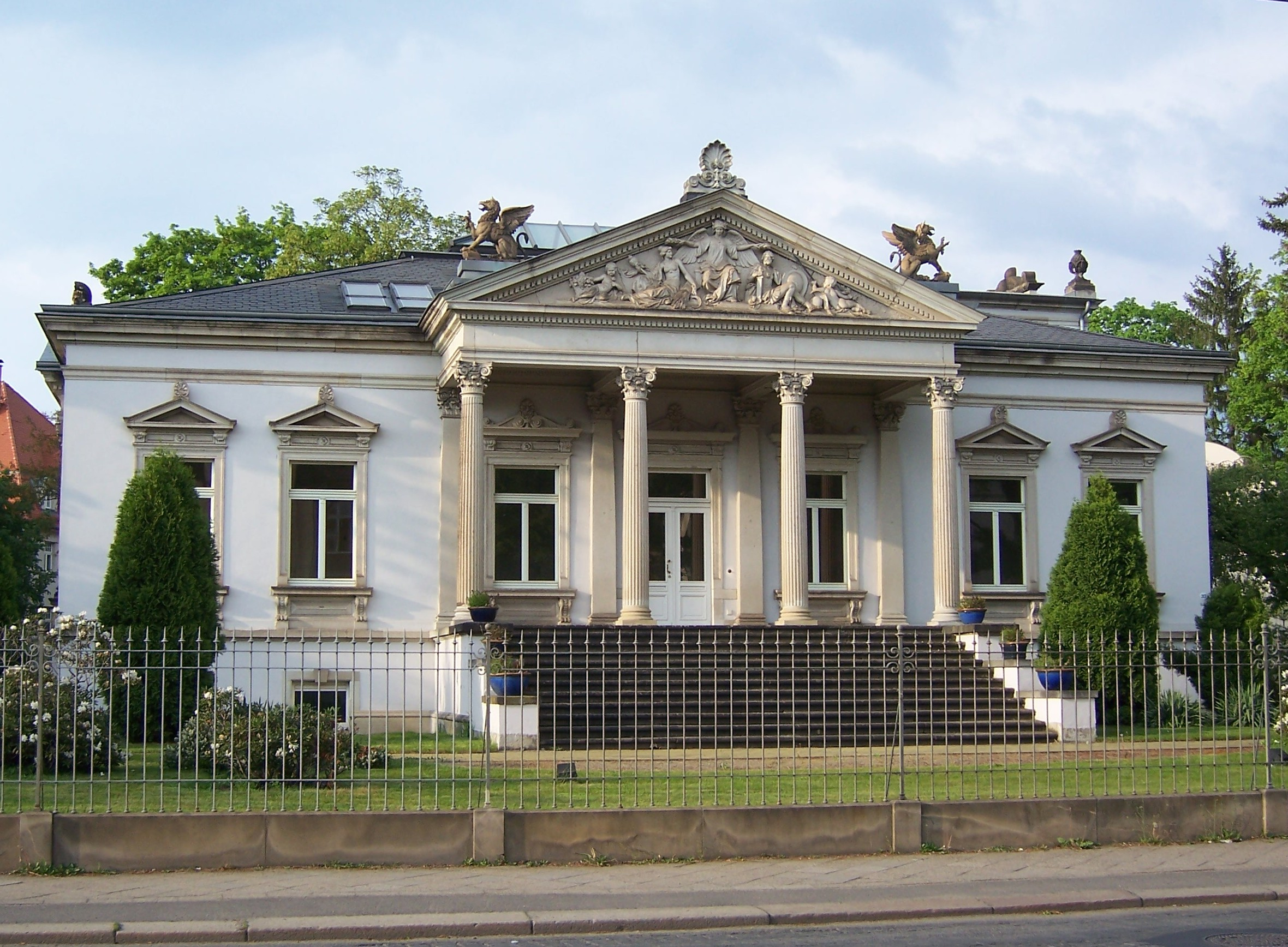
Villa Ilgen

Die Villa Ilgen, früher Villa Tusculum, ist ein Gebäude auf der Loschwitzer Straße 37 im Dresdner Stadtteil Blasewitz. Die Villa und der sich anschließende Garten stehen unter Denkmalschutz.

## Geschichte

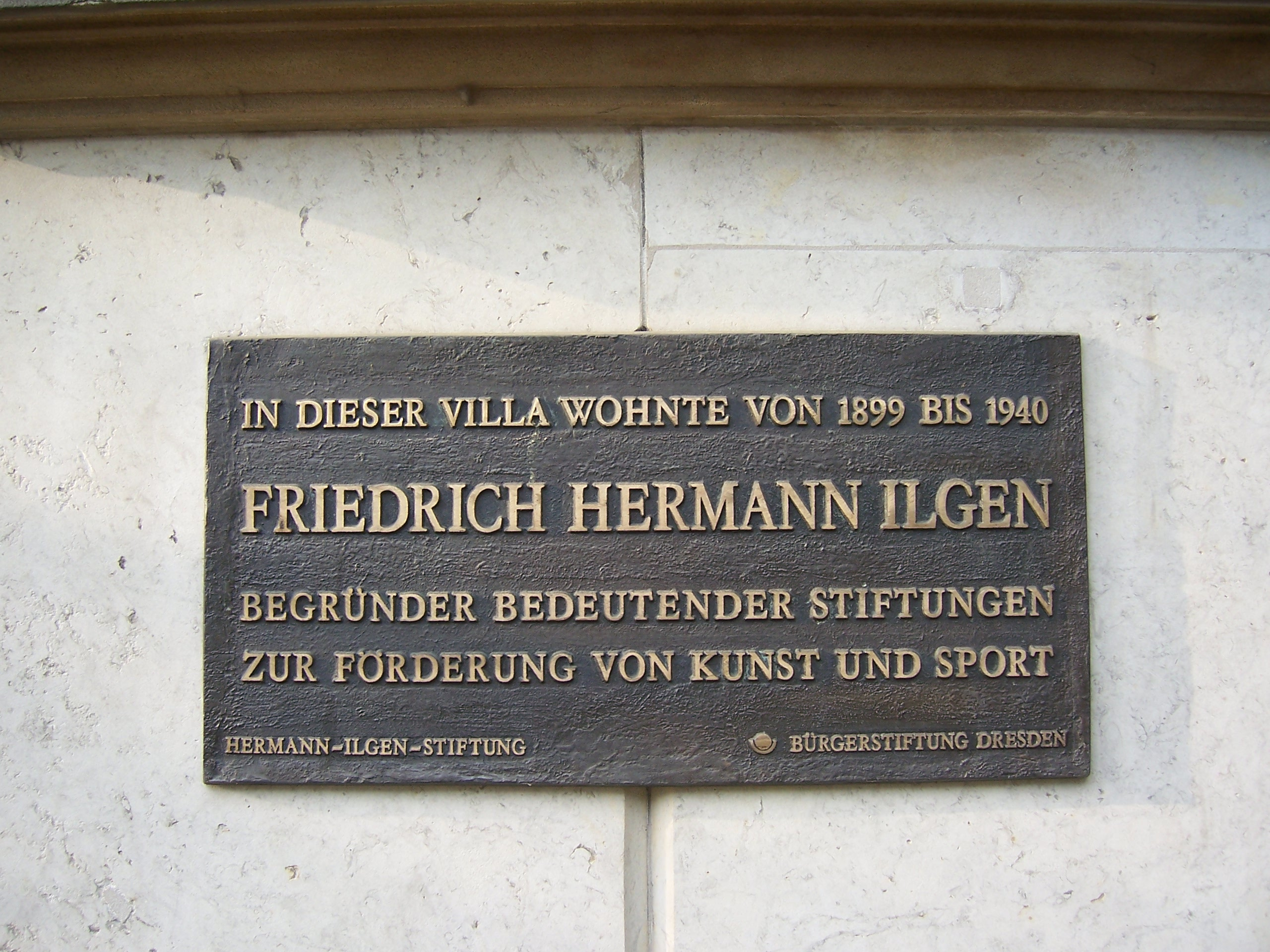
Gedenktafel an der Außenmauer des Grundstücks

Die Villa Ilgen wurde 1890 bis 1891 nach Plänen des Architekten Martin Pietzsch für den Leutnant und späteren Offizier Neumann an der Residenzstraße, der heutigen Loschwitzer Straße, erbaut. Der Besitzer verschuldete sich schon bald und nahm mehrere Hypotheken auf das von ihm Tusculum genannte Haus auf, das schließlich 1899 der Apotheker Hermann Ilgen erwarb. Ilgen war seit den 1880er-Jahren durch die Produktion von Mäusegift in seiner Apotheke zu Kötzschenbroda zu Reichtum gekommen und ließ seit den 1890er-Jahren zahlreiche Gebäude in Dresden erbauen, so den Kaiserpalast und am Großen Garten das später nach ihm benannte Stadion Ilgen-Kampfbahn. Er ließ die neoklassizistische Villa innen mehrfach umbauen und nutzte das Gebäude in späteren Jahren bevorzugt als Alterssitz. Bereits in den 1930er-Jahren bewahrte er seinen Sarg in der Villa auf und funktionierte das Gebäude teilweise in ein Museum um. Ilgen starb in der Villa, die heute seinen Namen trägt.
Nach Ende des Zweiten Weltkriegs wurde die Villa Sitz eines Bauunternehmens, bevor sie 1991 an die Erben Ilgens zurückgegeben wurde. In den 1990er-Jahren saniert, ist sie heute der Sitz der Hermann-Ilgen-Stiftung. Seit 2007 erinnert eine Gedenktafel an der Außenmauer an den ehemaligen Bewohner Ilgen.

## Baubeschreibung

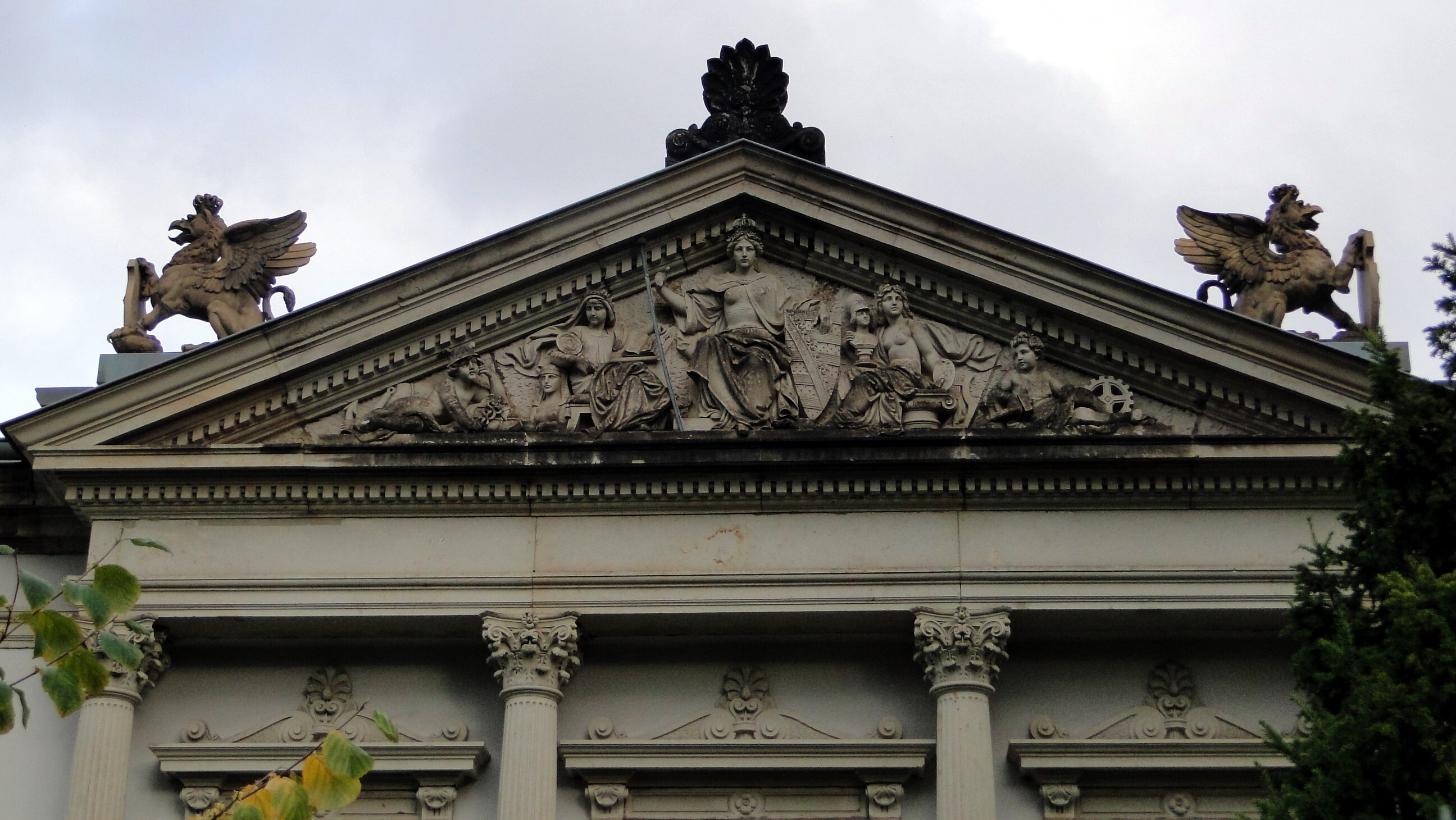
Giebel Prellerstraße

Die Villa Ilgen „zählt zu den prächtigsten Blasewitzer Villen“. Sie ist eingeschossig angelegt und äußerlich neoklassizistisch gestaltet. Die siebenachsige Hauptfront zur Loschwitzer Straße ist in Form einer Vorhalle einem griechischen Tempel mit korinthischen Säulen nachempfunden; eine große Freitreppe führt in den Garten. Die fünfachsige Fassade zur Prellerstraße ist ebenfalls mit Säulen versehen, aber in Form einer Veranda gestaltet.
Über der Schauseite zur Loschwitzer Straße befindet sich ein großflächiges Giebelfeld mit Darstellungen der Demeter und des Merkur, der Giebel zur Prellerstraße zeigt unter anderem eine Darstellung der weltlichen Patronin Sachsens Saxonia.
Der Innenraum erfuhr unter Ilgen mehrfache Umgestaltungen und blieb bis in die heutige Zeit größtenteils erhalten. Die Gestaltung weist sowohl neobarocke, als auch Jugendstilzüge auf. Die Eingangshalle wurde in Form eines Atriums mit Oberlicht angelegt, an die sich die weiteren Räume anschließen.